# Dynama-Juni Mińsk
Dynama-Juni Mińsk (biał. ФК «Дынама-Юні» Мінск) – białoruski klub piłkarski z siedzibą w Mińsku.

## Historia
Chronologia nazw:
- 1993—2004: Dynama-Juni Mińsk (biał. «Дынама-Юні» (Мінск))

W 1993 startował w Mistrzostwach Białorusi jako Dynama-Juni Mińsk (czyli młodzieżowa drużyną klubu Dynama Mińsk). W 2004 klub został rozformowany. 